# Zeydin Yusup
Zeydin Yusup, també conegut com Zeydin Kari o Ziauddin Yusuf, va ser el fundador i dirigent del Partit Islàmic del Turquestan.

## Història
Abdul Hameed, Abdul Azeez Makhdoom, i Abdul Hakeem Makhdoom van fundar el Partit Islàmic del Turquestan el 1940. Després de ser posat en llibertat de la presó el 1979, Abdul Hakeem va instruir Hasan Mahsum i altres Uigurs en el fonamentalisme islàmic.
El 1989 Zeydin Yusup va iniciar el grup, que al principi era conegut com a Partit Islàmic de Turquestan de l'Est. El partit va ser reconstruït per Hasan Mahsum i Abudukadir Yapuquan el 1997.
Zeydin Yusup va ser l'encarregat de planejar els Aldarulls de la ciutat de Baren, coneguda també com la rebel·lió de Baren, on va dirigir 200 homes a Baren, al Xian d'Akto, per a protagonitzar un conflicte armat contra forces de govern xinès. La revolta aviat es va estendre fins a nou ciutats de Kizilsu. Va ser assassinat durant aquests mateixos aldarulls aldarull el 6 d'abril de 1990.
La revista del Partit Islàmic del Turquestan va commemorar en la 3a edició la seva mort.
Ferğu Türkistan Bülteni Haber Ajansı esmenta un resum de la història del partit, des de la fundació per part de Zeyidin Yusuf el 1989, la seva participació en els aldarulls de 1990, la seva "gihad en el camí d'Allah", i el seu canvi de localització el 1996 sota Hasan Mahsum cap al Emirat islàmic controlat pels talibans de l'Afganistan, i la seva guerra contra els creuats des del 2001 i durant quinze anys en "la gihad a Afganistan", i finalment el 2012, quan van entrar a la Guerra Civil siriana. Van publicar un vídeo on mostraven els combats en els quals participaven a Siria.